# Labān-e Soflá
Labān-e Soflá (persiska: لبان سفلى) är en ort i Iran.   Den ligger i provinsen Lorestan, i den centrala delen av landet, 300 km sydväst om huvudstaden Teheran. Labān-e Soflá ligger 1 463 meter över havet och antalet invånare är 176.
Terrängen runt Labān-e Soflá är varierad.Runt Labān-e Soflá är det ganska tätbefolkat, med 172 invånare per kvadratkilometer. Närmaste större samhälle är Dorūd, 12,9 km sydost om Labān-e Soflá. Trakten runt Labān-e Soflá består till största delen av jordbruksmark.